# William Martin (Naturforscher)

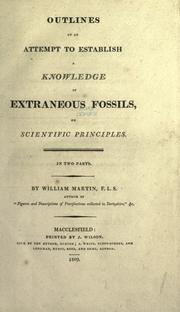
Martin: Outlines of an attempt to establish a knowledge of extraneous fossils on scientific principles, 1809

William Martin (* 1767 in Marsfield, Nottinghamshire; † 31. Mai 1810 in Macclesfield) war ein britischer Naturforscher und Paläontologe.
Er war der Sohn eines Strumpfwarenhändlers, der aber seine Heimatstadt und Familie verließ und zum Theater ging, in London als Maler wirkte und 1797 starb. Seine Mutter ging ebenfalls zum Theater und William Martin trat auch schon als Kind auf der Bühne auf (er sang zu Flötenbegleitung). Mit zwölf Jahren nahm er Zeichenunterricht bei James Bolton in Halifax und begann sich dabei für Naturforschung zu interessieren. Er wurde dabei durch den Geologen White Watson, John Whitehurst und den Bergbaumanager Abraham Mills (1750–1828) beeinflusst und befasste sich mit Fossilien in Derbyshire. 1796 wurde er Fellow der Linnean Society of London. Im Jahr 1797 heiratete er eine Schauspielerin und Witwe (Mrs. Adams) und gab im gleichen Jahr – ebenso wie seine Mutter – die Schauspielerei auf. Er wurde Zeichenlehrer in Burton-upon-Trent und danach in Buxton, wo er auch Anteile an einem Theater erwarb. 1805 wurde er Zeichenlehrer in einer Grammar School in Macclesfield und er gab auch Zeichenunterricht in Manchester. Bei seinem Tod an Tuberkulose hinterließ er sechs Kinder. Seine Witwe wurde Bibliothekarin an einer Subskriptionsbibliothek in Macclesfield.

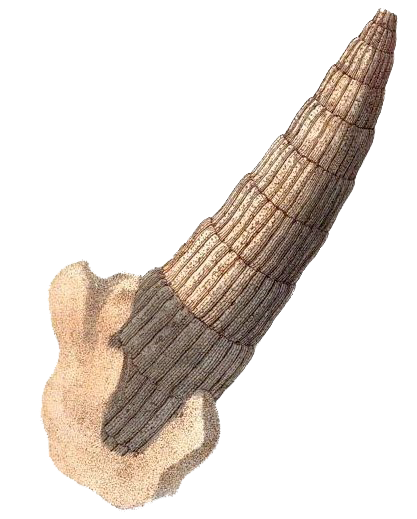
Zu den Kalamiten gehörendes pflanzliches Fossil aus Martin Petrificata Derbiensia, dort als Phytolithus sulcatus beschrieben

1809 veröffentlichte er ein Buch mit Beschreibungen von Fossilien aus Derbyshire, besonders aus Kalksteinen des Karbon. Das Buch enthielt die ersten Farbillustrationen von Fossilien in Großbritannien. Ebenfalls 1809 veröffentlichte er das erste wissenschaftliche Buch in Großbritannien über Paläontologie. Zuletzt hatte er Kontakte zu John Farey mit Plänen, eine geologische Karte von Derbyshire zu erstellen, was durch seine Krankheit und seinen Tod  nicht zur Ausführung kam.
Sein Sohn William Charles Linnaeus Martin (1798–1864) war Kurator der Zoological Society of London und Verfasser zahlreicher Bücher und Aufsätze zur Naturgeschichte.

## Schriften
- Petrificata Derbiensia, Wigan 1809 (vorher teilweise als Figures and Descriptions of Petrifications collected in Derbyshire, Nr. 1–4, Wigan 1793 veröffentlicht), Archive
- Outlines of an Attempt to establish a Knowledge of extraneous Fossils on Scientific Principles, 2 Teile, Macclesfield 1809, Archive
- Account of some . . . Fossil Anomiae, Transactions of the Linnean Society, 1798, S. 44–50